# GRB 080913
GRB 080913 was een gammaflits (GRB naar het Engels: 'Gamma Ray Burst') die op 13 september 2008 werd waargenomen. De Swift Gamma-Ray Burst-satelliet deed de waarneming, met follow-up en aanvullende waarnemingen van observatoria en instrumenten op de grond, waaronder de Gamma-Ray Burst Optical/Near-Infrared Detector (GROND) en de Very Large Telescope. Met een afstand van 12,8 miljard lichtjaar en een roodverschuiving van 6,7 was deze uitbarsting de verst verwijderde GRB die werd waargenomen tot GRB 090423 op 23 april 2009. Deze sterexplosie vond ongeveer 825 miljoen jaar na de oerknal plaats.